# Спутник Меркурия
Спутник Меркурия — гипотетическое небесное тело естественного происхождения, обращающееся вокруг Меркурия. Существование такого спутника предполагалось в течение короткого периода времени, однако в настоящее время считается, что у Меркурия нет естественных спутников, что объясняется очень небольшим радиусом сферы Хилла.
Первым искусственным спутником Меркурия 18 марта 2011 года стал аппарат Мессенджер. Вторым и третьим, в ноябре 2026 года, станут аппараты миссии BepiColombo.

## Устойчивость орбит спутников Меркурия
Радиус сферы Хилла приблизительно равен Rx≈A•(⅓•M☿/M☉)⅓, где A — большая полуось орбиты Меркурия, а M☿ и M☉ — массы планеты и Солнца. Из всех планет Солнечной системы у него наименьшие значения и полуоси и отношения массы планеты к Солнцу, что даёт относительно небольшой набор устойчивых орбит и они просто случайно не были заселены во время формирования Солнечной системы.
Кроме того, даже в системе Земля-Луна орбита последней не является абсолютно стабильной и устойчивой — Луна постепенно (примерно на 4 см в год) отдаляется от Земли. У Меркурия радиус сферы Хилла меньше земного в 7 раз и спутники, которые в далёком прошлом могли существовать у него, могли сойти с орбиты — либо упасть на планету (что происходит в системе Марс—Фобос), либо перейти на околосолнечную орбиту.

## Обнаружение предполагаемого спутника
27 марта 1974 года, за два дня до пролёта автоматической межпланетной станции Маринер-10 рядом с Меркурием, инструменты на её борту зарегистрировали сильное ультрафиолетовое излучение в окрестности Меркурия, появление которого оказалось неожиданным. По словам члена научной команды миссии Маринера Майкла Макэлроя, излучение просто «не имело права там быть» (англ. «had no right to be there»), так как аппарат был обращён к тёмной стороне планеты. На следующий день излучение исчезло, однако после того, как пролёт возле Меркурия 29 марта 1974 года состоялся, было зарегистрировано снова. Излучение имело длину волны менее 1000 Å. Представлялось, что излучение исходило от объекта, который отделился от Меркурия. Мнения астрономов разделились: одни считали объект звездой, другие, указывая на два различных направления, с которых наблюдалось излучение, говорили о том, что обнаружен спутник. Кроме того, в то время считалось, что ультрафиолетовое излучение должно задерживаться межзвездной средой. Также вычисленная скорость объекта (4 километра в секунду) соответствовала ожидаемой скорости движения спутника.

## Двойная звезда

31 Чаши — возможно, является затменно-двойной системой

Вскоре, однако, было обнаружено, что «спутник» удаляется от Меркурия. В конце концов, второй обнаруженный источник излучения был идентифицирован как звезда 31 созвездия Чаши, которая является спектроскопической двойной с периодом 2,9 дня, что может связываться с излучением в ультрафиолетовом диапазоне. Источник излучения, зафиксированного 27 марта 1974 года, до сих пор не обнаружен.
Хотя спутник Меркурия и не был обнаружен, данный случай привёл к важному открытию: как оказалось, предельное (экстремальное) ультрафиолетовое излучение не полностью поглощается межзвездной средой, в результате чего стали активно проводиться наблюдения в данном диапазоне.